# Carcharhinus
Carcharhinus é um gênero de tubarões.

## Espécies
Estão descritas as espécies:
- C. acronotus (Poey, 1860)
- C. albimarginatus (Rüppell, 1837)
- C. altimus (S. Springer, 1950)
- C. amblyrhynchoides (Whitley, 1934)
- C. amblyrhynchos (Bleeker, 1856)
- C. amboinensis (J. P. Müller & Henle, 1839)
- C. borneensis (Bleeker, 1858)
- C. brachyurus (Günther, 1870)
- C. brevipinna (J. P. Müller & Henle, 1839)
- C. cautus (Whitley, 1945)
- C. cerdale Gilbert, 1898
- Carcharhinus coatesi (Whitley, 1939)
- C. dussumieri (J. P. Müller & Henle, 1839)
- C. falciformis (J. P. Müller & Henle, 1839)
- C. fitzroyensis (Whitley, 1943) (Creek whaler)
- C. galapagensis (Snodgrass & Heller, 1905)
- C. hemiodon (J. P. Müller & Henle, 1839)
- C. humani White & Weigmann, 2014
- C. isodon (J. P. Müller & Henle, 1839)
- C. leiodon Garrick, 1985
- C. leucas (J. P. Müller & Henle, 1839)
- C. limbatus (J. P. Müller & Henle, 1839)
- C. longimanus (Poey, 1861)
- C. macloti (J. P. Müller & Henle, 1839)
- C. macrops J. X. Liu, 1983
- C. melanopterus (Quoy & Gaimard, 1824)
- C. obscurus (Lesueur, 1818)
- C. perezii (Poey, 1876)
- C. plumbeus (Nardo, 1827)
- C. porosus (Ranzani, 1839)
- C. sealei (Pietschmann, 1913)
- C. signatus (Poey, 1868)
- C. sorrah (J. P. Müller & Henle, 1839)
- C. tilstoni (Whitley, 1950)
- C. tjutjot (Bleeker, 1852)